# Werner von Schwerin
För andra betydelser, se Werner von Schwerin (olika betydelser).

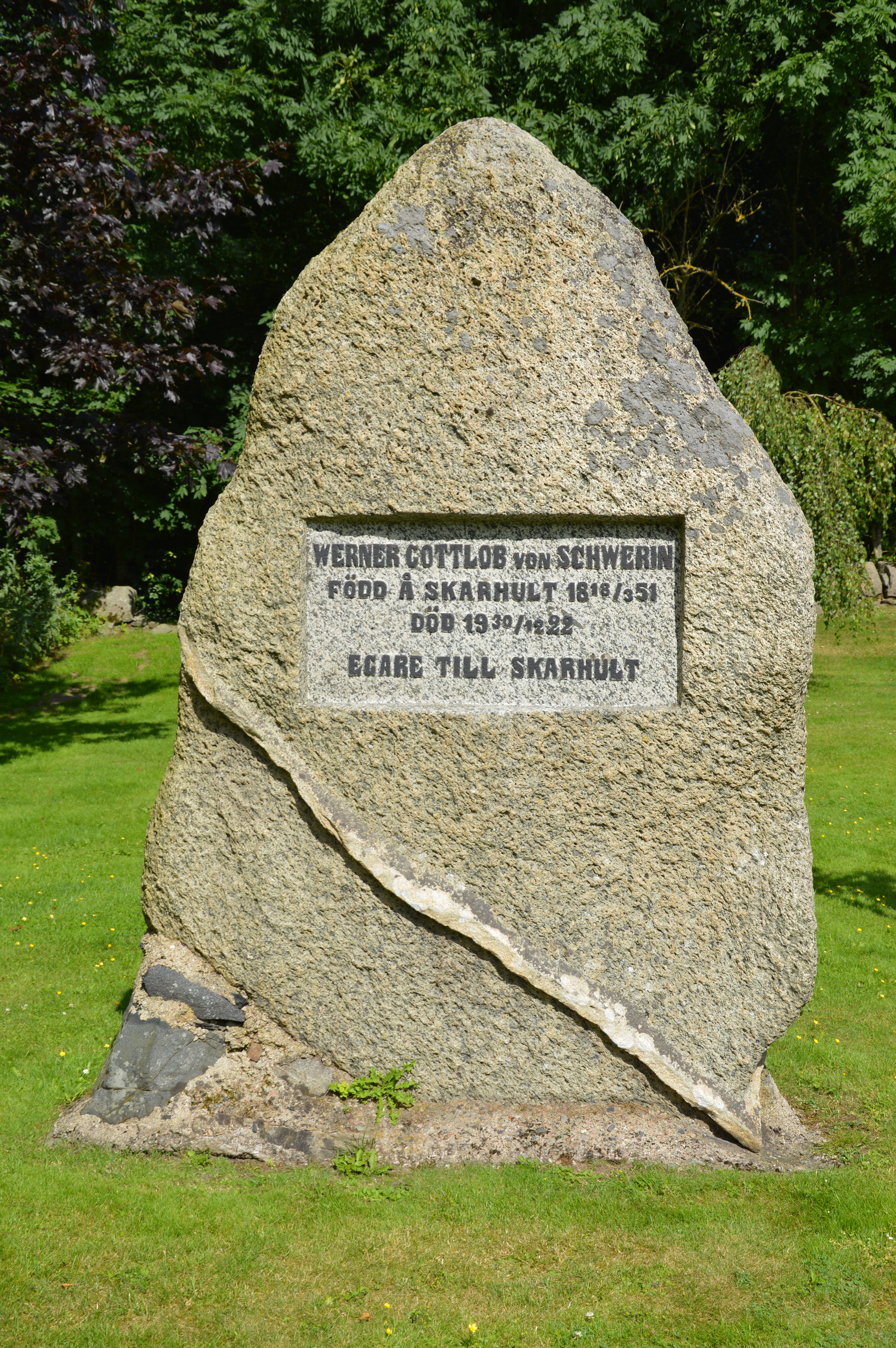
Werner von Schwerins gravvård på Skarhults kyrkogård.

Werner Gottlob von Schwerin (i riksdagen kallad von Schwerin i Skarhult), född 18 mars 1851 i Skarhults socken i Malmöhus län, död där 30 december 1922, var en svensk friherre, godsägare och riksdagsman.

## Biografi
Werner von Schwerin var son till Jules von Schwerin och Ingeborg Rosencrantz. Han blev student vid Lunds universitet 1870 och avlade juridisk-filosofisk kandidatexamen 1873. Han var ägare av Skarhults slott från 1880. Han var ledamot av centralstyrelsen för AB Skånska handelsbanken från 1896 och av styrelsen för Skånska hypoteksföreningen från 1897 och vice ordförande där från 1919. Han var bland annat även vice ordförande i styrelsen för Östra Skånes Järnvägs AB och ledamot av styrelsen för Ystad-Eslövs Järnvägs AB. Han var ledamot av Malmöhus läns hushållningssällskaps förvaltningsutskott från 1888, häradsdomare och landstingsman under flera år.
Werner von Schwerin var ledamot av andra kammaren 1888–1899, invald för Frosta domsagas valkrets. Han återkom till riksdagen åren 1902–1911 som ledamot av första kammaren för Malmöhus läns valkrets.